# Kenconorejo
Kenconorejo is een bestuurslaag in het regentschap Batang van de provincie Midden-Java, Indonesië. Kenconorejo telt 2383 inwoners (volkstelling 2010).